# Bernard Heuvelmans
Bernard Heuvelmans (n. 10 octombrie 1916, Le Havre, Franța – d. 22 august 2001, Le Vésinet, Île-de-France, Franța) a fost un cercetător, explorator, om de știință și scriitor belgiano - francez, cel mai bine cunoscut în calitatea sa de "părinte al criptozoologiei". Cartea sa, Pe urmele animalelor necunoscute (publicată inițial în Franța în 1955 sub titlul de Sur la Piste des Bêtes Ignorées) este adesea considerată ca una dintre cele mai bune și influente lucrări de criptozoologie.

## Publicații
- Heuvelmans, Bernard (1955). Sur la piste des bêtes ignorées. Paris: Plon.
- Heuvelmans, Bernard (1958). Dans le sillage des monstres marins - Le Kraken et le Poulpe Colossal. Paris: Plon.
- Heuvelmans, Bernard (1958). On the Track of Unknown Animals. London: Hart-Davis.
- Heuvelmans, Bernard (1959). On the Track of Unknown Animals. New York: Hill and Wang.
- Heuvelmans, Bernard (1965). Le Grand-Serpent-de-Mer, le problème zoologique et sa solution. Paris: Plon.
- Heuvelmans, Bernard (1965). On the Track of Unknown Animals. New York: Hill and Wang. Abridged, revised.
- Heuvelmans, Bernard (1968). In the Wake of Sea Serpents. New York: Hill and Wang.
- Heuvelmans, Bernard (1974). L'homme de Néanderthal est toujours vivant. Paris: Plon.
- Heuvelmans, Bernard (1975). Dans le sillage des monstres marins - Le Kraken et le Poulpe Colossal. Paris: François Beauval. Second Edition.
- Heuvelmans, Bernard (1975). Le Grand-Serpent-de-Mer, le problème zoologique et sa solution. Paris: Plon. Second Edition.
- Heuvelmans, Bernard (1978). Les derniers dragons d'Afrique. Paris: Plon.
- Heuvelmans, Bernard (1980). Les bêtes humaines d'Afrique. Paris: Plon.
- Heuvelmans, Bernard (1995). On the Track of Unknown Animals. London: Kegan Paul International.
- Heuvelmans, Bernard (2003). The Kraken and the Colossal Octopus: In the Wake of Sea-Monsters. London: Kegan Paul International.